# Товстухи
Товстухи (англ. Phat Girlz) — американська комедія 2006 року.

## Сюжет
Історія молодої наполегливої Жазмін Байлтмор, що вирішила стати дизайнером модного одягу для дівчат «в тілі», і її подруг, які із завзятістю займаються пошуками любові і розуміння, незважаючи на відчайдушне становище на цьому напрямку, в якому вони опинилися через проблеми з надмірною вагою.

## У ролях
| Актор             | Роль                  |
| ----------------- | --------------------- |
| Мо'Нік            | Жазмін Байлтмор       |
| Джиммі Жан-Луї    | доктор Тунді Джонатан |
| Годфрі            | Акібо                 |
| Кендра С. Джонсон | Стейсі                |
| Джойфул Дрейк     | Міа                   |
| Дайо Ед           | Годвін                |
| Фелікс Пайр       | Рамон                 |
| Даг Баллард       | Банкер                |
| Чарльз Дакворт    | Джек                  |
| Джек Ноузуорті    | Річард Екхард         |
| Ерік Робертс      | Роберт Майер          |